# Інтертекстуальність
Інтертекстуа́льність (фр. intertextualite — «міжтекстовість») — термін, що вживається для позначення спектру міжтекстових відношень і постулює, що будь-який текст завжди є складником широкого культурного тексту; полягає у:
- відтворенні в літературному творі конкретних літературних явищ інших творів, більш ранніх, через цитування, алюзії, ремінісценції, пародіювання тощо,
- явному наслідуванні чужих стильових властивостей і норм (окремих письменників, літературних шкіл і напрямків) — тут мають місце всі різновиди стилізації.

Інтертекстуальність — це явище співвідношення літературних творів за допомогою таких засобів, як цитата, центон, ремінісценція, алюзія, пародія, плагіат, стилізація, пастиш, переспів тощо.
Термін уведено в лінгвістичний ужиток постструктуралісткою Юлією Крістєвою (1966). Дослідниця зробила спробу синтезувати структуралістську семіотику Фердінанда де Сосюра — його вчення, як знаки набувають свого значення всередині структури тексту. Юлія Крістева дала також визначення: «Текстова інтеракція в межах того самого тексту».
З часом означення інтертекстуальності змінювалось, оскільки розширювався зміст поняття, вкладеного у нього. Спільне в усіх дефініціях — вихід за межі тексту, відношення «текст — тексти — система». Для такого відношення необхідним є поняття «архітекст» (логічне поняття текстової сукупності в дистрибутивнім розумінні) та «прототекст» (більш ранній текст).
Розрізняють такі види інтертекстуальності:
- генетична — зауважує лише ті прото-, архітексти, які брали участь у виникненні літературного твору;
- інтенціональна — спланована автором, усвідомлена ним;
- іманентна — визначена чи навіяна самим літературним твором;
- рецепційна — та, яка може бути виявлена емпірично різними реципієнтами.

Інтертекстуальність проявляється в таких ситуаціях:
- текст вказує (прямо чи опосередковано) на свій прототекст («Енеїда» І. Котляревського — на «Енеїду» Вергілія, «Дума про братів неазовських» Ліни Костенко — на народну думу «Втеча трьох братів із города Азова з турецької неволі»);
- прототекст ліквідує неясності семантичного порядку (назва твору О. Гакслі «Сліпий в Газі» є уривком цитати з трагедії Дж. Мільтона «Самсон — борець»);
- прототекст збагачує чи модифікує семантичне й естетичне сприйняття тексту («Чотири броди» М. Стельмаха та ін.).

У своєму широкому розумінні інтертекстуальність охоплює не лише художні тексти, а й літературно-критичні, театральні вистави, музичні твори, твори образотворчого та кіномистецтва.

## Інтертекстуальність у музиці
В музиці інтертекстуальність набуває особливого поширення з початку 1970-х роки. В Європі першим яскравим прикладом інтертекстуального композиторського підходу стала Симфонія Л. Беріо (1968), що включала цитати з кількох різних творів композиторів минулого. В радянській музиці першим яскравим прикладом включення цитат є 15-й симфонія Д. Шостаковича (1972), що включає дві цитати — з опер Дж. Россіні і Р. Вагнера. В 1974 році Альфред Шнітке завершує Першу симфонію, що включає значну кількість музичних цитат, цьому ж композиторові належить теоретичне обґрунтування полістилістики, як композиорського методу.
В українській музиці інтертекстуальність відмічають насамперед у творчості В. Сильвестрова («Дитяча музика № 1, № 2», «Музика в старовинному стилі» (1973), «Тихі пісні» (74-6), «Прості пісні» (1974–1981), «Ступені» (1980–1982) «Мета музика» (1992)), Л. Грабовського(Musica mundana (1970), «Вечір на Івана Купала» (1976), «Concerto misterioso» (1977), «Присвяти» (1981).